# Juan Pablo Renzi
Juan Pablo Renzi (Casilda, 21 de junio de 1940 – Buenos Aires, 21 de mayo de 1992) fue un pintor argentino, se destacó en la búsqueda de unir vanguardia estética y política.

## Biografía
Inició sus estudios de dibujo y pintura en la Escuela Municipal de Bellas Artes de Pergamino con Gustavo Cochet. De 1960 y 1966 se formó en el taller de Juan Grela, en ese tiempo comenzó en la UNR la carrera de Bioquímica y la abandonó en 1962 para dedicarse a las artes plásticas. Sus primeras exposiciones realizadas entre 1963 y 1966 contenían una clara influencia de los expresionismos europeo y estadounidense y de la Nueva Figuración argentina.
En los años siguientes se aleja de la pintura tradicional para volcarse a la realización de instalaciones a partir de objetos cotidianos como caños, macetas, baldosas y ladrillos. De ese período se destacan 1000 litros de agua y 1000 litros de aire, Agua de todas partes del mundo y la serie Paisajes de 1968.
Con el paso de los años su obra continúa profundizando en el conceptualismo y adquiere un tono más activista. Se convierte en uno de los principales impulsores del movimiento de vanguardia rosarino. Junto a un grupo de intelectuales y artistas desarrollan “Tucumán Arde”, una obra de concepción y realización colectiva y multidisciplinaria que se cuestionó el rol de las instituciones del arte y asimiló el concepto de vanguardia estética al de vanguardia política. El impacto de esta obra colectiva de denuncia provocó un giro radical dentro del campo artístico. Como consecuencia de esto Renzi, al igual que muchos de sus compañeros, decide abandonar la actividad plástica por razones éticas y estéticas.
En 1975 reinició su actividad plástica volcado a un marcado realismo, con Augusto Schiavoni y Manuel Musto como referentes. A finales de los setenta su lenguaje se volvió más conceptual, ya en los ochenta su obra tornó a una figuración más libre. Para 1985 representa objetos cotidianos en un lenguaje expresivo de tono dramático. En sus últimas producciones usa íconos de la vanguardia artística rusa como estrellas de cinco puntas y martillos. De esta etapa también se destaca el uso de la cita como mecanismo de apropiación y resignificación del pasado, como una forma de reflexión sobre la historia del arte, los acontecimientos históricos, sociales y políticos del contexto.
En 1990 montó en el Centro Cultural Recoleta la instalación Superficies y iluminadas. En 1991 hizo el mural cerámico de la estación de subte Medrano en Buenos Aires.
Su obra fue expuesta en museos y galerías de toda Latinoamérica, España, Bélgica e Inglaterra. Obtuvo numerosos distinciones, entre las que se destacan Mención de Honor en el Salón de Arte Moderno , AAR 1965, Gran Premio Adquisición, Salón de Pintura Joven del Litor al 1966, Faja de Honor Ver y Estimar 1968, Premio de Honor Prilidiano Pueyrredón 1982, y Premio Mención al Artista del Año , AICA 1982.